# Campeonato Profesional 1988
Il Campeonato Profesional 1988 fu la quarantunesima edizione del campionato colombiano di calcio; fu strutturato in due fasi, Apertura e Reclasificación, che davano l'accesso al girone finale da otto squadre. Il campionato fu vinto dal Millonarios per la tredicesima volta nella sua storia.

## Formula
Il torneo di Apertura si svolse in dodici giornate, strutturandosi in un sistema di triangolari e pentagonali divisi regionalmente, più due giornate per definire le prime quattro classificate. Il torneo Finalización, invece, era un girone all'italiana che prevedeva ventotto partite, fino a raggiungere un totale di quaranta incontri tra le due fasi del campionato. Successivamente le otto migliori classificate si disputavano in un altro girone il titolo di campione. Ancora una volta erano previsti punti bonus, così distribuiti: un punto bonus per il primo posto, 0,75 per il secondo, 0,50 per il terzo e 0,25 per il quarto.

## Torneo Reclasificación
| Pos | Squadra                | P  | G  | V  | N  | S  | GF | GS | DR  |
| --- | ---------------------- | -- | -- | -- | -- | -- | -- | -- | --- |
| 1.  | Atlético Nacional      | 59 | 40 | 25 | 9  | 6  | 62 | 28 | 34  |
| 2.  | Millonarios            | 57 | 40 | 24 | 9  | 7  | 60 | 28 | 32  |
| 3.  | Santa Fe               | 53 | 40 | 21 | 11 | 8  | 58 | 34 | 24  |
| 4.  | América de Cali        | 48 | 40 | 19 | 10 | 11 | 62 | 50 | 12  |
| 5.  | Junior                 | 43 | 40 | 16 | 11 | 13 | 56 | 42 | 14  |
| 6.  | Deportes Quindío       | 43 | 40 | 17 | 10 | 13 | 49 | 47 | 2   |
| 7.  | Deportivo Pereira      | 42 | 40 | 12 | 18 | 10 | 43 | 39 | 4   |
| 8.  | Cúcuta Deportivo       | 40 | 40 | 14 | 12 | 14 | 48 | 53 | -5  |
| 9.  | Independiente Medellín | 39 | 40 | 11 | 17 | 12 | 41 | 44 | -3  |
| 10. | Deportes Tolima        | 38 | 40 | 12 | 14 | 14 | 43 | 58 | -15 |
| 11. | Deportivo Cali         | 35 | 40 | 12 | 11 | 17 | 47 | 51 | -4  |
| 12. | Sporting               | 32 | 40 | 10 | 12 | 18 | 40 | 64 | -24 |
| 13. | Atlético Bucaramanga   | 29 | 40 | 8  | 13 | 19 | 36 | 54 | -18 |
| 14. | Once Caldas            | 21 | 40 | 4  | 14 | 22 | 36 | 65 | -29 |
| 15. | Unión Magdalena        | 20 | 40 | 5  | 10 | 25 | 24 | 58 | -34 |

## Octagonal Final
| Pos | Squadra           | Bonus | P     | G  | V  | N | S  | GF | GS | DR  |
| --- | ----------------- | ----- | ----- | -- | -- | - | -- | -- | -- | --- |
| 1.  | Millonarios       | 1,50  | 24,50 | 14 | 10 | 3 | 1  | 32 | 10 | 22  |
| 2.  | Atlético Nacional | 1,50  | 24,50 | 14 | 10 | 3 | 1  | 23 | 5  | 18  |
| 3.  | América de Cali   | 0,75  | 18,75 | 14 | 7  | 4 | 3  | 31 | 16 | 15  |
| 4.  | Santa Fe          | 0,75  | 17,75 | 14 | 7  | 3 | 4  | 23 | 12 | 11  |
| 5.  | Junior            | 0,25  | 14,25 | 14 | 4  | 6 | 4  | 15 | 15 | 0   |
| 6.  | Deportivo Pereira | 0     | 7     | 14 | 2  | 3 | 9  | 9  | 32 | -23 |
| 7.  | Deportes Quindío  | 0     | 6     | 14 | 1  | 4 | 9  | 7  | 33 | -26 |
| 8.  | Cúcuta Deportivo  | 0     | 4     | 14 | 1  | 2 | 11 | 7  | 24 | -17 |

## Verdetti
- Millonarios campione di Colombia
- Millonarios e Atlético Nacional qualificate alla Coppa Libertadores 1989.

## Classifica marcatori
| Nome                   | Squadra              | Gol |
| ---------------------- | -------------------- | --- |
| Sergio Angulo          | Santa Fe             | 29  |
| Carlos Enrique Estrada | Millonarios          | 28  |
| John Tréllez           | Atlético Nacional    | 20  |
| Ricardo Gareca         | América de Cali      | 16  |
| Luis Erramuspe         | Deportes Quindío     | 14  |
| Jorge Ramoa            | Atlético Bucaramanga | 14  |